# Emilie von Gleichen-Rußwurm

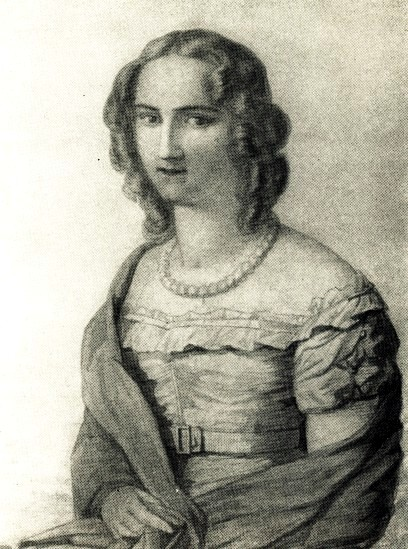
Emilie von Gleichen-Rußwurm um 1830

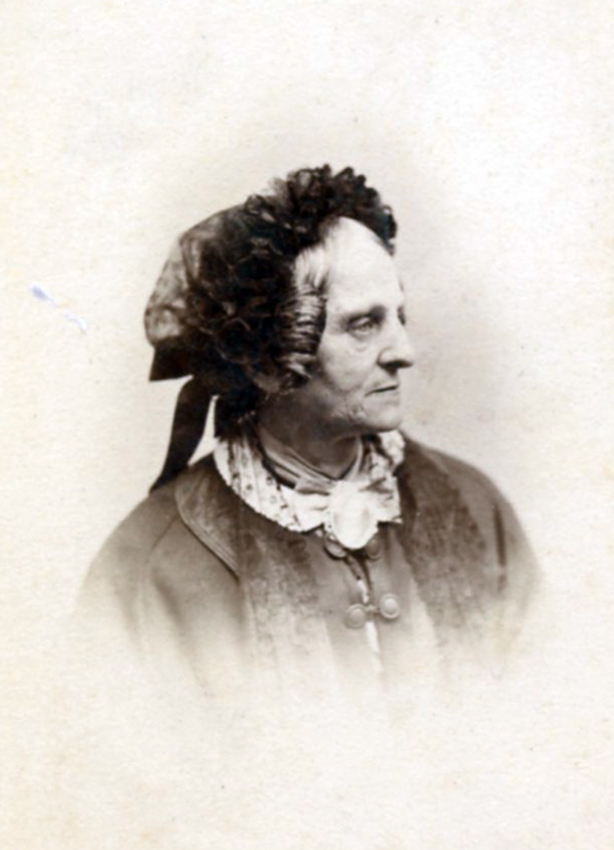
Emilie von Gleichen-Rußwurm um 1860

Freifrau Emilie Friederike Henriette von Gleichen-Rußwurm, geborene Emilie von Schiller (* 25. Juli 1804 in Jena; † 25. November 1872 auf Schloss Greifenstein, Gemeinde Bonnland), war die jüngste Tochter von Friedrich (1759–1805) und Charlotte von Schiller (1766–1826).

## Leben

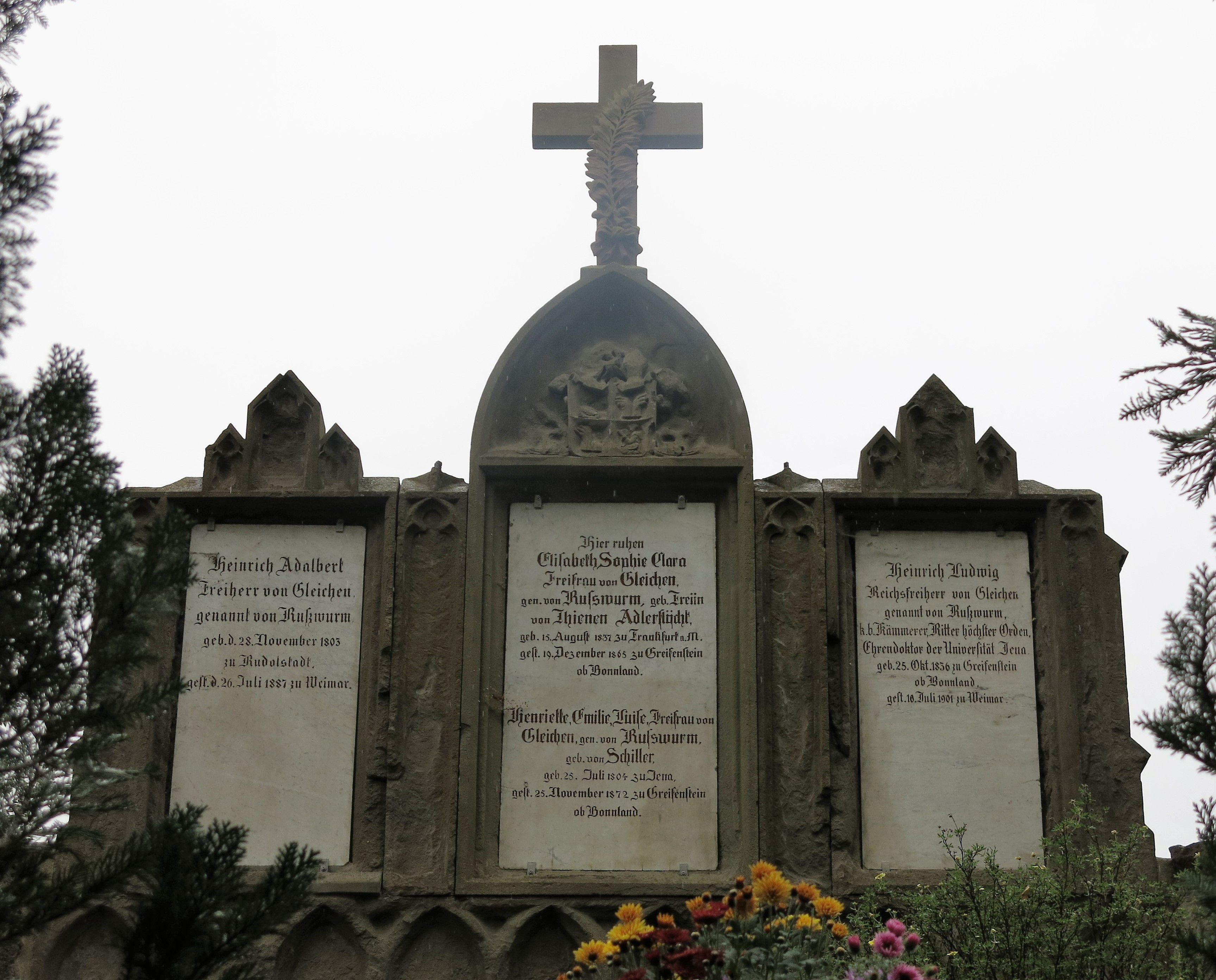
Grabstein der von Gleichen-Rußwurm auf dem Friedhof von Bonnland,

Emilie war schon nach wenigen Monaten Halbwaise und verbrachte ihre Kinderjahre bei ihrer Mutter in Weimar. Sie lebte 1827 bis 1828 in Berlin, eine Zeit lang in der Familie Wilhelm von Humboldts. 1828 heiratete sie den späteren bayerischen Kammerherrn Adalbert Freiherr von Gleichen-Rußwurm (1803–1887) und lebte mit ihm auf Schloss Greifenstein (Bonnland) in Franken. Emilie von Gleichen-Rußwurm war in den letzten Lebensjahren halb erblindet.
Ihr Sohn Ludwig wurde als impressionistischer Landschaftsmaler bekannt und war der Vater des Schriftstellers Alexander von Gleichen-Rußwurm.

## Werke
Emilie von Gleichen-Rußwurm machte sich durch die Veröffentlichung wertvoller und aufschlussreicher Beiträge zur Lebensgeschichte ihrer Eltern Friedrich und Charlotte Schiller einen Namen.
Hierher gehören:
- Der Briefwechsel von Schiller und Lotte 1788–1789. (Stuttgart 1856)
- Schillers Beziehungen zu Eltern, Geschwistern und der Familie von Wolzogen. (1859)
- Charlotte von Schiller und ihre Freunde. (1860–1865, 3 Bde.)
- Schillers Kalender. Ein Stück Tagebuch. (1865)
- Schillers dramatische Entwürfe. (1867)
- Schillers Briefwechsel mit seiner Schwester Christophine und seinem Schwager Reinwald. (Nach ihrem Tod hrsg. von Wendelin von Maltzahn, Leipzig 1875).